# 가곡초등학교 보발분교
가곡초등학교 보발분교는 대한민국 충청북도 단양군에 있는 공립 초등학교이다.

## 연혁
- 1945년 10월 1일 : 개교